# さいたま市立神田小学校
さいたま市立神田小学校（さいたましりつ じんでしょうがっこう）は、埼玉県さいたま市桜区にある公立小学校。

## 沿革
- 1978年（昭和53年）4月1日 - 浦和市立神田小学校として開校。
- 1979年（昭和54年）2月20日 - 校章・校旗・校歌を制定。
- 1987年（昭和62年）7月11日 - 10周年記念式典挙行。
- 1997年（平成9年）12月6日 - 20周年記念式典挙行。
- 2000年（平成12年）3月1日 - フェンス改修工事完了。
- 2001年（平成13年）5月1日 - さいたま市誕生により、さいたま市立神田小学校に改称。
- 2005年（平成17年）12月16日 - コンピューター室改修工事とコンピューター入れ替え完了。
- 2007年（平成19年）11月30日 - 30周年記念式典挙行。
- 2009年（平成21年）10月30日 - 校舎耐震補強工事が完了。
- 2012年（平成24年）8月31日 - 体育館耐震工事完了。
- 2016年（平成28年）
  - 2月 - 太陽光発電設備設置、体育館耐震工事が完了[1]。
  - 4月1日 - 特別支援学級「えがお」開設。
- 2017年（平成29年）9月22日 - 40周年記念式典挙行。
- 2020年（令和2年）
  - 4月1日 - さいたま市コミュニティスクール実施校指定。
  - 11月 - 東側便所改修工事完了。
- 2021年（令和3年）
  - 4月8日 - 1人1台端末の本格運用開始[1]
  - 5月10日 - 校長室と職員室の空調設備修繕完了。
- 2021年（令和3年）8月23日 - 1階4教室床修繕完了。
- 2022年（令和4年）
  - 3月12日 - 東側階段修繕完了。
  - 5月 - 照明LED化工事完了。
  - 10月29日 - 45周年記念バルーンリリース。
- 2023年（令和5年）11月 - 西側・中央便所改修工事完了。

## 周辺
- 市営神田団地
  - 市営神田団地以外の民営のアパート・マンションも点在する。
- 八雲神社
- ドラッグセイムス桜神田店
- 社会福祉法人ひまわり乳児保育園
  - ひまわりDo・Do保育園
  - ひまわりDo・Do第2保育園

## 交通
- さいたま市コミュニティバス・国際興業バスで、「天王台」停留所より、
  - 桜区役所・北浦和駅西口方面行のりばから、徒歩約185m・約3分。
  - 白鍬・市民医療センター・与野本町駅方面のりばから、徒歩約345m・約6分（校門からバス停まで直後距離では約130m程だが、バス停付近に横断歩道が無く、付近の横断歩道を経由する必要がある為、遠回りとなる）。
- JR埼京線与野本町駅西口から、徒歩約1.9km・約30分。